# 鲁斯瓦尔·萨马伊
鲁斯瓦尔·萨马伊，OLY（1991年9月25日—）是一名参加跳远比赛的南非田径运动员。他是2014年英联邦运动会和2018年英联邦运动会的铜牌得主。2017年，他在伦敦举行的世界田径锦标赛上获得跳远项目的铜牌。